# Сігов Ігор Олексійович
Ігор Олексійович Сігов (біл. Ігар Аляксеевіч Сігаў; 30 грудня 1968) — білоруський актор театру і кіно. Заслужений артист Республіки Білорусь (2011).

## Життєпис
Народися в місті Полоцьк Вітебської області Білорусі. Займався в дитячому театрі-студії «Гармонія» під керівництвом В. П. Нагірної.
У 1986—1987 роках працював токарем на заводі в Полоцьку. З 1987 по 1989 роки проходив дійсну строкову військову службу в лавах ЗС СРСР. Після демобілізації, у 1989—1990 роках працював організатором концертно-видовищних заходів Палацу культури виробничого об'єднання «Скловолокно» (м. Полоцьк). У 1990 року працював водієм Полоцької Райагропромтехніки.
У 1994 році закінчив Білоруську державну академію мистецтв (майстерня А. Коляди).
З 1994 по 2014 рік працював в Республіканському театрі білоруської драматургії. З 2014 року — актор трупи Національного академічного театру імені Янки Купали.

## Фільмографія
- 1996 — З пекла в пекло | From Hell to Hell (Білорусь, Німеччина, Росія) — епізод.
- 1996 — Птахи без гнізд (Білорусь) — епізод.
- 1998 — Контракт зі смертю (Росія) — епізод.
- 1999 — Каменська-1 (Росія) — Головін, слідчий.
- 2001 — Ескіз на моніторі (Білорусь) — Віктор.
- 2001 — Прискорена допомога 2 (Білорусь, Росія) — трансвестит.
- 2002 — Закон (Росія) — Секачов, присяжний.
- 2002 — Подружка Осінь (Білорусь) — лікар Ігор.
- 2003 — Вокзал (Білорусь, Росія) — Костик.
- 2003 — Кіднеппінг (Росія, Білорусь) — полковник.
- 2003 — Небо і земля (Білорусь, Росія).
- 2004 — Жінки у грі без правил (Білорусь, Росія) — високий.
- 2004 — Команда (Білорусь, Росія) — епізод.
- 2004 — Мій зведений брат Франкенштейн (Росія) — лейтенант у психлікарні.
- 2004 — На безіменній висоті | On an Unnamed Hill (Росія, Білорусь) — офіцер штабу.
- 2005 — Діти Ванюхіна (Росія) — епізод.
- 2005 — Каменська-4 (Росія) — епізод.
- 2005 — Останній бій майора Пугачова (Росія) — Поляков.
- 2005 — Покликання (Білорусь, Росія) — Подружкін.
- 2005 — Крапка (Росія) — епізод.
- 2005 — Людина війни (Білорусь, Росія) — епізод.
- 2006 — Franz + Polina (Росія) — епізод.
- 2006 — Вакцина (Росія) — Кирило.
- 2006 — Ваша честь (Росія) — Петро Іванович Городець, директор охоронної агенції «Місто».
- 2006 — Виклик-2 (Росія) — епізод.
- 2006 — Дев'ять днів до весни (Росія) — Іван.
- 2006 — Останній бронепоїзд (Росія, Білорусь) — Клюге, німецький офіцер.
- 2007 — 1612: Хроніки Смутного часу (Росія) — епізод.
- 2007 — Бумеранг (Росія) — епізод.
- 2007 — Весілля (Росія) — Борис, старший син Ярослави.
- 2007 — Смерш (Росія) — епізод.
- 2007 — Супермаркет (Росія) — художник-криміналіст.
- 2007 — Третє небо (Росія) — Микола в молодості.
- 2008 — У червні 41-го (Росія, Білорусь) — капітан.
- 2008 — Панове офіцери: Врятувати імператора (Росія) — Шатров.
- 2008 — Застава Жиліна (Росія) — Сечкін.
- 2008 — Краповий берет (Білорусь) — Джо.
- 2008 — Божевільне кохання (Росія) — Чугуєв, брат Костя.
- 2009 — «Дніпровський рубіж» (Білорусь) — Зубов Олексій Сергійович, комдив.
- 2009 — Двері | Door, The (Велика Британія, Україна, короткометражний).
- 2009 — Марго. Вогняний хрест (Білорусь, Росія) — епізод.
- 2009 — Поп (Росія) — німецький солдат.
- 2010 — Журов-2 (Росія) — Олексій Серебряков, директор заводу.
- 2010 — Ілюзія полювання (Білорусь) — Степан Гнатюк.
- 2010 — Катіне щастя (Росія) — Коротков.
- 2010 — Замах (Білорусь) — «Хан», співробітник абверу.
- 2010 — Тихий вир (Росія) — Гена.
- 2011 — Все, що нам потрібно … (Білорусь) — Анатолій.
- 2011 — Команда вісім (Росія) — Келлерман.
- 2011 — Навігатор (Росія) — Ігор Берестов.
- 2011 — Наркомівський обоз (Росія) — майор з політвідділу.
- 2011 — Небо скрізь однакове … (Білорусь) — Валера, охоронець.
- 2011 — Не шкодую, не кличу, не плачу (Росія) — Олексій Дубровін, слідчий.
- 2011 — Німець (Білорусь) — Мартін Целлер, майор вермахту, керівник групи, яка захопила скарби.
- 2011 — Поцілунок Сократа (Білорусь) — Сергій Бартош.
- 2011 — Щастя є (Росія) — Єгор.
- 2012 — 1812: Уланська балада (Білорусь, Польща, Росія, Чехія) — епізод.
- 2012 — Випробування вірністю (Росія) — Єрохін, слідчий.
- 2012 — Мати й мачуха (Росія) — лікар швидкої.
- 2012 — Самотній острів | Üksik saar (Білорусь, Латвія, Естонія) — Вахер, лікар.
- 2012 — Повір, все буде добре (Росія) — Ігор.
- 2012 — Смугасте щастя (Росія) — Бурикін старший.
- 2012 — Псевдонім «Албанець»-4 (Росія) — Алан.
- 2012 — Серце не камінь (Росія) — Сергій Миколайович Шепель, перевіряючий з райкому партії.
- 2012 — Смерть шпигунам. Лисяча нора (Білорусь, Росія, Україна) — Шульц.
- 2012—2013 — Білі вовки (Росія) — Сергій Ваганов, афганець.
- 2012—2013 — Ой, ма-тін-ко! (Білорусь, Росія) — Сергій Стрельцов, чоловік Віри, будівельник.
- 2013 — Вангелія (Росія, Білорусь, Україна) — військовий комендант.
- 2013 — Всі скарби світу (Росія) — Артем Михайлович Пронін, суддя.
- 2013 — Міські шпигуни (Росія) — партнер Берга з тенісу.
- 2013 — Лід (Росія).
- 2013 — Ментовські війни-7 (Росія) — Валерій Павлович Самольотов, кримінальний бізнесмен.
- 2013 — Ненавиджу і люблю (Росія) — Єгор Дмитрович Конишев, єгер, цілитель.
- 2013 — Тому що кохаю (Росія) — Андрій Веселов, чоловік Поліни, адвокат.
- 2013 — Сліди апостолів (Білорусь) — Отто Вагнер, вчений, фанатик, співробітник «Аненербе».
- 2013 — Врятувати або знищити (Росія) — епізод.
- 2013 — Сталінград (Росія) — начальник МНС (немає в титрах).
- 2014 — Добре ім'я (Росія) — Віталій Яблонський, однокурсник Зої і Антона.
- 2014 — Плюс Любов (Росія) — Захаров, чоловік Ольги.
- 2014 — Сліпий розрахунок (Росія) — Леонід, підручний Юхима.
- 2014 — У вас буде дитина (Росія) — гість на вечірці.
- 2015 — Державний кордон (Білорусь) — Михайло Снетков.
- 2015 — Непідкупний (Росія) — Антон Аляб'єв, заступник прокурора.
- 2015 — Тонкий лід (Росія) — епізод.
- 2015 — Удар зодіаку (Росія) — Артур Чернов, адвокат.
- 2016 — Без права на помилку (Росія) — Валерій Петрович Паршин, батько Антона, бізнесмен.
- 2016 — Міська рапсодія (Росія) — Генадій.
- 2016 — Простіше простого (Росія) — Борис Макарович Кірпічов, батько Антона, чиновник.
- 2016 — Сльози на подушці (Росія) — Андрій.
- 2017 — Будинок порцеляни (Росія) — Сергєєв.
- 2017 — Помста як ліки (Росія) — Анатолій.
- 2017 — Вогонь, вода та іржаві труби (Росія) — Олег, коханець Катерини, чиновник.
- 2017 — Хочу бути щасливою (Росія) — Кирило.
- 2017 — Ювілей (Білорусь) — короткометражний.
- 2018 — Чорний пес (Білорусь) — у виробництві.